# Награды Башкортостана
Государственные награды Республики Башкортостан — награды субъекта Российской Федерации учреждённые Государственным Собранием — Курултай Республики Башкортостан, согласно Закону Республики Башкортостан от 30 декабря 2005 года № 271-з «О государственных наградах и почётных званиях республики Башкортостан».
Награды предназначены для поощрения работников учреждений, организаций и предприятий Республики Башкортостан, военнослужащих, сотрудников силовых ведомств, а также иных граждан Российской Федерации и граждан иностранных государств, за заслуги перед Республикой Башкортостан.

## Перечень наград

### Ордена
| Изображение награды | Наименование награды                                       | Дата учреждения      | Правила награждения | Источник |
|                     | Орден «За заслуги перед Республикой Башкортостан»          | 1 июня 1998 года     | Орден «За заслуги перед Республикой Башкортостан» — высшая государственная награда Республики Башкортостан. Ею награждаются: - за особые выдающиеся заслуги перед Республикой Башкортостан; - за особые выдающиеся заслуги в труде; - за особые заслуги в государственной и общественной деятельности; - за особые заслуги в укреплении мира, дружбы и сотрудничества между народами; - за большой вклад в дело охраны правопорядка и безопасности. К награждению орденом «За заслуги перед Республикой Башкортостан» представляются лица, ранее удостоенные других государственных наград Республики Башкортостан, почетных званий Республики Башкортостан. | Постановление Государственного Собрания РБ от 1 июня 1998 года № ГС-399 "Об утверждении статута ордена «За заслуги перед Республикой Башкортостан» --- Описание ордена |
|                     | Орден Дружбы народов                                       | 1 июня 1998 года     | Орденом Дружбы народов награждаются: - за большой вклад в укрепление дружбы и сотрудничества между народами; - за высокие достижения в развитии экономики Республики Башкортостан; - за заслуги в государственном строительстве Республики Башкортостан; - за плодотворную деятельность в развитии науки. | Постановление Государственного Собрания РБ от 1 июня 1998 года № ГС-401 «Об утверждении статута ордена Дружбы народов» --- Описание ордена                             |
|                     | Орден Салавата Юлаева                                      | 1 июня 1998 года     | Орденом Салавата Юлаева награждаются: - за высокие производственные достижения; - за заслуги в сфере научной и научно — исследовательской деятельности; - за высокие творческие достижения в области культуры, искусства, литературы; - за успехи в обучении и воспитании подрастающего поколения, активное участие в патриотическом воспитании молодежи, подготовке высококвалифицированных кадров; - за плодотворную государственную и общественную деятельность; - за спасение жизни людей, заслуги по охране общественного порядка. за особые выдающиеся заслуги перед Республикой Башкортостан.                                                         | Постановление Государственного Собрания РБ от 1 июня 1998 года № ГС-400 «Об утверждении статута ордена Салавата Юлаева» --- Описание ордена                            |
|                     | Орден генерала Шаймуратова(баш. Генерал Шайморатов ордены) | 19 декабря 2019 года | Награждение орденом генерала Шаймуратова производится за самоотверженность и мужество, проявленные: - при охране общественного порядка; - при спасении людей во время чрезвычайных ситуаций; - при исполнении воинского, гражданского или служебного долга в условиях, сопряженных с риском для жизни. Орден генерала Шаймуратова носится на левой стороне груди и при наличии орденов СССР, Российской Федерации располагается после них, при наличии орденов Республики Башкортостан — после ордена «За заслуги перед Республикой Башкортостан», ордена Дружбы народов и ордена Салавата Юлаева.                                                           | Государственного Собрания РБ от 19 декабря 2019 года № ГС-782 «Об утверждении статута ордена генерала Шаймуратова» --- Описание ордена                                 |
|                     | Орден Григория Аксакова(баш. Григорий Аксаков ордены)      | 19 декабря 2019 года | Награждение орденом Григория Аксакова производится за плодотворную государственную, общественную и благотворительную деятельность. Орден Григория Аксакова носится на левой стороне груди и при наличии орденов СССР, Российской Федерации располагается после них, при наличии орденов Республики Башкортостан — после ордена «За заслуги перед Республикой Башкортостан», ордена Дружбы народов, ордена Салавата Юлаева и ордена генерала Шаймуратова. | Государственного Собрания РБ от 19 декабря 2019 года № ГС-783 «Об утверждении статута ордена Григория Аксакова» --- Описание ордена                                    |

### Медали
| Изображение награды | Наименование награды                                                   | Дата учреждения     | Правила награждения | Источник |
|                     | Медаль «Материнская слава»(баш. «Әсәлек даны» миҙалы)                  | 5 марта 1998 года   | Медалю «Материнская слава» награждаются матери, родившие и воспитавшие пять и более детей. Награждение производится при достижении последним ребёнком возраста одного года. При награждении медалью учитываются также дети: - усыновленные матерью в установленном законом порядке; - погибшие и пропавшие без вести при защите Отечества или при исполнении иных обязанностей военной службы, либо при выполнении долга гражданина по спасению человеческой жизни, по охране законности и правопорядка, а также умершие вследствие ранения, контузии, увечья или заболевания, полученных при указанных обстоятельствах, либо вследствие трудового увечья или профессионального заболевания. | Постановление Государственного Собрания РБ от 5 марта 1998 года № ГС-384 «Об утверждении положения «О медали "Материнская слава"» |
|                     | Медаль «Родительская доблесть» (баш. «Ата-әсә ҡаһарманлығы» миҙалы)    | 21 ноября 2014 года | Медалью «Родительская доблесть» награждаются родители, опекуны, попечители, которые внесли значительный вклад в сохранение и укрепление семейных ценностей и традиций, ведут здоровый образ жизни, являются примером в укреплении института семьи и воспитании детей: - родители, опекуны, попечители, воспитавшие детей, которые принесли славу Республике Башкортостан, проявили героизм или совершили подвиг по спасению человеческой жизни, по охране законности, правопорядка и безопасности, при исполнении служебных обязанностей или имеют особые достижения в научной, творческой, спортивной либо иной общественно значимой деятельности; - усыновители трех и более детей-инвалидов; - опекуны, попечители (в том числе приёмные родители, патронатные воспитатели), принявшие на воспитание в семью семь и более несовершеннолетних детей-сирот и детей, оставшихся без попечения родителей; - родители, воспитывающие (воспитавшие) семь и более детей. При награждении медалью родителям (усыновителям, опекунам, попечителям) выплачивается премия в размере 100000 рублей. | Указ Главы Республики Башкортостан от 21 ноября 2014 года № УП-345 «О медали "Родительская доблесть"»                             |
|                     | Медаль генерала Шаймуратова (баш. Генерал Шайморатов миҙалы)           | Апрель 2023 года    | Медалью генерала Шаймуратова награждаются граждане за отвагу и мужество, проявленные: - при охране общественного порядка; - при спасении людей во время чрезвычайных ситуаций; - при исполнении воинского, гражданского или служебного долга в условиях, сопряженных с риском для жизни. При награждении медалью генерала Шаймуратова награждённым лицам премия не полагается | Информация об учреждении медали генерала Шаймуратова ---                                                                          |
|                     | Медаль «За трудовую доблесть» (баш. «Хеҙмәт ҡаһарманлығы өсөн» миҙалы) | 9 июня 2021 года    | Медалью «За трудовую доблесть» награждаются граждане: - за профессиональное мастерство; - за многолетний добросовестный труд; - за высокие трудовые достижения. Медаль вручает Глава Республики Башкортостан или по его поручению и от его имени другие должностные лица. Вручение производится в обстановке торжественности и гласности. Медаль вручается лично награждаемым. Удостоенному награды вместе с медалью вручается и соответствующее удостоверение. Протоколы вручения направляются в Администрацию Главы Республики Башкортостан. Медаль носится на левой стороне груди и располагается после медали «Родительская доблесть». | Указ Главы Республики Башкортостан от 09 июня 2021 года № УГ-282 «О медали "За трудовую доблесть"»                                |

### Юбилейные медали
| Изображение награды | Наименование награды                                           | Дата учреждения      | Правила награждения | Источник |
|                     | Юбилейная медаль «100 лет образования Республики Башкортостан» | 24 декабря 2018 года | Юбилейная медаль «100 лет образования Республики Башкортостан» учреждена в ознаменование 100-летия образования Республики Башкортостан. Награждение медалью производится на основании указа Главы Республики Башкортостан. Медалью награждаются граждане, внесшие значительный вклад в становление и развитие Республики Башкортостан, в том числе за особые достижения в сфере экономики, производства, науки, техники, строительства, культуры, искусства, образования, здравоохранения, спорта, законности и правопорядка, обороны, духовного развития граждан и других общественно значимых сфер деятельности на территории Республики Башкортостан. Медаль не является государственной наградой Российской Федерации и государственной наградой Республики Башкортостан, носится на левой стороне груди ниже государственных и ведомственных наград. | Указ Главы Республики Башкортостан от 24 декабря 2018 года № УГ-330 «Об учреждении юбилейной медали "100 лет образования Республики Башкортостан"» --- |

### Другие награды
| Изображение награды                 | Наименование награды | Дата учреждения                                  | Правила награждения | Источник |
|                                     | Почётная грамота Республики Башкортостан (баш. Башҡортостан Республикаһының Маҡтау ҡағыҙы)                                                 | 30 декабря 2005 года                             | Почетной грамотой Республики Башкортостан - награждаются: - за выдающийся личный вклад в социально-экономическое и культурное развитие Республики Башкортостан; - за высокое профессиональное мастерство и многолетний добросовестный труд; - за иные выдающиеся заслуги перед Республикой Башкортостан. | Закон Республики Башкортостан от 30 декабря 2005 года № 271-з «О государственных наградах и почётных званиях республики Башкортостан»                                                   |
| Нагрудный знак лауреата премии      | Государственная премия Республики Башкортостан имени Салавата Юлаева                                                                       | 18 декабря 1992 года                             | Государственная премия Республики Башкортостан имени Салавата Юлаева в области литературы, искусства и архитектуры — присуждается за наиболее талантливые, отличающиеся новизной и оригинальностью произведения литературы, искусства и архитектуры, получившие общественное признание и являющиеся значительным вкладом в культуру Республики Башкортостан. | Постановление Совета министров Республики Башкортостан от 18 декабря 1992 года № 399 «Об утверждении положений о государственных премиях Республики Башкортостан имени Салавата Юлаева» |
| Нагрудный знак лауреата премии      | Государственная премия Республики Башкортостан в области науки и техники                                                                   | 15 апреля 2022 года                              | Государственная премия Республики Башкортостан в области науки и техники — присуждается за значительный вклад в развитие гуманитарных, естественных и технических наук, соответствующий уровню передовых отечественных, мировых достижений и способствующий социально-экономическому и культурно-духовному развитию Республики Башкортостан, разработку и внедрение в производство новых ресурсосберегающих и экологически чистых технологий, прогрессивных материалов, машин и приборов. | Указ Главы Республики Башкортостан от 15 апреля 2022 года № УГ-207 «О Государственных премиях Республики Башкортостан в области науки и техники»                                        |
|                                     | Почётные звания Республики Башкортостан | 30 декабря 2005 года                             | Почётные звания присваиваются Президентом Республики Башкортостан: поэтам, писателям, артистам, художникам, учителям, врачам, деятелям искусств, науки, архитекторам, работникам культуры, юристам, экономистам, работникам печати и массовой информации, изобретателям, рационализаторам, машиностроителям, металлургам, шахтерам, энергетикам, химикам, нефтяникам, работникам текстильной и легкой промышленности, лесной промышленности, транспорта, пищевой индустрии, сельского хозяйства, социальной защиты, физической культуры, сферы обслуживания, торговли, экологам, лесоводам, связистам, строителям, геологам, внёсшим значительный вклад в сфере своей повседневной деятельности. Звание «Народный» присваивается, не ранее чем через пять лет после присвоения почётного звания «Заслуженный». Удостоенным почётных званий вручается соответствующий нагрудный знак и удостоверение. | Закон Республики Башкортостан от 30 декабря 2005 года № 271-з «О государственных наградах и почётных званиях республики Башкортостан»                                                   |
|                                     | Благодарственное письмо Президента Республики Башкортостан(баш. Башҡортостан Республикаһы Башлығының (Президенты) Рәхмәт хаты)             | 22 ноября 2001 года                              | Благодарственное письмо Президента Республики Башкортостан является формой поощрения за многолетнюю плодотворную работу в органах государственной власти, органах местного самоуправления Республики Башкортостан, высокие достижения в экономике, хозяйственной деятельности, науке, культуре, искусстве, образовании, здравоохранении и иные заслуги перед республикой. Благодарственное письмо оформляется Указом Президента Республики Башкортостан. Благодарственными письмами поощряются: - граждане Республики Башкортостан, Российской Федерации, иностранные граждане, лица без гражданства — за личный вклад в развитие экономики, науки, образования, культуры, искусства, здравоохранения и иные заслуги перед республикой; - коллективы предприятий, учреждений, организаций — за высокие достижения в хозяйственной, научной, социально — культурной, общественной и благотворительной деятельности, направленной на улучшение жизни граждан республики. | Указ Президента РБ от 22 ноября 2001 года № УП-592 «О благодарственном письме Президента Республики Башкортостан»                                                                       |
|                                     | Знак отличия «За самоотверженный труд в Республике Башкортостан»(баш. «Башҡортостан Республикаһында фиҙакәр хеҙмәте өсөн» отличие билдәһе) | 5 марта 1998 года --- Упразднён 9 июня 2021 года | Знаком отличия «За самоотверженный труд в Республике Башкортостан» награждались: - за высокие трудовые достижения и иные заслуги перед государством и обществом; - за самоотверженный творческий труд, повышение производительности труда и улучшение качества работы; - за эффективное использование новой техники и освоение прогрессивной технологии, ценные изобретения и рационализаторские предложения; - за успешную работу в области науки, культуры, литературы, искусства, образования, воспитания подрастающего поколения, здравоохранения, торговли, общественного питания, жилищно — коммунального хозяйства, бытового обслуживания населения, в других областях трудовой деятельности; - за трудовой вклад в строительство, реконструкцию важнейших объектов народного хозяйства; - за достижения в области физической культуры и спорта. | Постановление Государственного Собрания РБ от 5 марта 1998 года № ГС-385 "Об утверждении положения "О знаке отличия «За самоотверженный труд в Республике Башкортостан»                 |
|                                     | Почётный знак «Доброволец (волонтёр) Республики Башкортостан»                                                                              | 27 ноября 2020 года                              | Почётным знаком Главы Республики Башкортостан «Доброволец (волонтёр) Республики Башкортостан» награждаются граждане за развитие добровольческой (волонтёрской) деятельности в Республике Башкортостан. Почётным знаком могут быть награждены жители Республики Башкортостан, а также представители других субъектов Российской Федерации и иностранные граждане при условии, что их добровольческая деятельность осуществлялась на территории Республики Башкортостан не менее одного года. Самовыдвижение кандидатов не допускается. Добровольческая деятельность претендента может осуществляться в любой сфере, за исключением политической и религиозной. Ежегодно Почётным знаком награждаются не более десяти граждан. | Указ Главы Республики Башкортостан от 27 ноября 2020 года № УГ-510 «Об учреждении Почётного знака Главы Республики Башкортостан "Доброволец (волонтер) Республики Башкортостан"»        |
| Нагрудный знак «Отцовская доблесть» | Общественная награда «Отцовская доблесть»                                                                                                  | 2020 год                                         | Общественная награда «Отцовская доблесть» является формой морального поощрения и общественного признания заслуг отцов, воспитывающих детей, ведущих здоровый образ жизни, создающих условия для сохранения и возрождения семейных ценностей и традиций, улучшения нравственной атмосферы в обществе, принимающих активное участие в общественной жизни муниципального образования и Республики Башкортостан. Общественной наградой «Отцовская доблесть» награждаются мужчины: - являющиеся гражданами Российской Федерации; - проживающие на территории Республики Башкортостан не менее 5 лет; - достойно воспитывающие детей (в том числе усыновленных); - имеющие исключительные личные заслуги либо в связи с заслугами детей (в том числе получением детьми образования; создание детьми своих семей и рождение (усыновление) ими детей; достижение детьми высоких производственных, спортивных, творческих и иных показателей; получение детьми и (или) родителями государственных наград за совершение мужественных, героических поступков, многолетний добросовестный труд; другие заслуги). | Общие положения об общественной награде «Отцовская доблесть» |

### Ведомственные награды
| Изображение награды | Наименование награды                                                                              | Дата учреждения       | Правила награждения | Источник |
|                     | Почётный знак «За особый вклад в развитие законодательства Республики Башкортостан»               | 23 сентября 2010 года | Почётным знаком Государственного Собрания — Курултая Республики Башкортостан «За особый вклад в развитие законодательства Республики Башкортостан» награждаются граждане Российской Федерации, иностранные граждане за особые заслуги в государственном строительстве, развитии законодательства, парламентаризма и местного самоуправления в Республике Башкортостан, обеспечении прав и свобод граждан, укреплении межпарламентских связей, отстаивании интересов избирателей, за активную общественно-политическую деятельность. Решение о награждении Почётным знаком принимается Президиумом Государственного Собрания — Курултая Республики Башкортостан. Одно и то же лицо может быть награждено Почётным знаком только один раз. Одновременно с Почётным знаком вручается соответствующее удостоверение, подписанное Председателем Государственного Собрания и заверенное гербовой печатью. Почётный знак носится на левой стороне груди и при наличии орденов и медалей располагается ниже их. | Постановление государственного Собрания — Курултая Республики Башкортостан от 23 сентября 2010 года № ГС-1395 «О наградах Государственного Собрания — Курултая Республики Башкортостан» ---                                                                               |
|                     | Почётный знак «За особый вклад в укрепление законности»                                           | 23 сентября 2010 года | Почётным знаком Государственного Собрания — Курултая Республики Башкортостан «За особый вклад в укрепление законности» награждаются граждане Российской Федерации, иностранные граждане за особые заслуги в укреплении законности и правопорядка в Республике Башкортостан, обеспечении соблюдения и исполнения законов Республики Башкортостан, в подготовке высококвалифицированных кадров в области юриспруденции. Решение о награждении Почётным знаком принимается Президиумом Государственного Собрания — Курултая Республики Башкортостан. Одно и то же лицо может быть награждено Почётным знаком только один раз. Одновременно с Почётным знаком вручается соответствующее удостоверение, подписанное Председателем Государственного Собрания и заверенное гербовой печатью. Почётный знак носится на левой стороне груди и при наличии орденов и медалей располагается ниже их. | Постановление государственного Собрания — Курултая Республики Башкортостан от 23 сентября 2010 года № ГС-1395 «О наградах Государственного Собрания — Курултая Республики Башкортостан»                                                                                   |
|                     | Почётный знак Контрольно-счётной палаты Республики Башкортостан                                   | 19 августа 2019 года  | Почётный знак Контрольно-счётной палаты является ведомственной наградой Контрольно-счётной палаты Республики Башкортостан. Почётным знаком награждаются: государственные служащие и работники Контрольно-счётной палаты: - за выполнение важного задания особой значимости, направленного на повышение эффективности, результативности и качества деятельности палаты; - за личный вклад в обеспечении проведения единой финансовой, бюджетной и налоговой политики на территории Республики Башкортостан и укрепление системы внешнего государственного аудита (контроля); - за вклад в повышение эффективности использования средств бюджетной системы на территории Республики Башкортостан; - за иные достижения и заслуги в реализации задач, функций и полномочий Контрольно-счётной палаты; граждане Российской Федерации: - за вклад в укрепление сотрудничества с Контрольно-счётной палатой; - за повышение эффективности системы государственного финансового контроля; - за иные достижения и заслуги в реализации задач, функций и полномочий, возложенных на Контрольно-счётную палату. | Приказ Контрольно-счётной палаты Республики Башкортостан от 19 августа 2019 года № 100 «О наградах Контрольно-счётной палаты Республики Башкортостан и порядке представления к государственным наградам, почётным званиям Российской Федерации и Республики Башкортостан» |
|                     | Медаль Контрольно-счётной палаты Республики Башкортостан «За заслуги»                             | 19 августа 2019 года  | Медаль «За заслуги» является ведомственной наградой Контрольно-счётной палаты Республики Башкортостан. Медалью награждаются: государственные служащие и работники Контрольно-счётной палаты: - за заслуги в сфере внешнего государственного аудита (контроля), финансового контроля и в области государственного управления и финансов, личный вклад в обеспечении проведения единой финансовой, бюджетной и налоговой политики на территории Республики Башкортостан; - за безупречную и эффективную государственную гражданскую службу; - за достижение высоких результатов в профессиональной деятельности; - за заслуги в укреплении системы внешнего государственного аудита (контроля); - за вклад в повышение эффективности использования средств бюджетной системы на территории Республики Башкортостан; - иные достижения и заслуги в реализации задач, функций и полномочий Контрольно-счётной палаты; граждане Российской Федерации: - за вклад в укрепление сотрудничества с Контрольно-счётной палатой; - за повышение эффективности системы государственного финансового контроля; - за иные достижения и заслуги в реализации задач, функций и полномочий, возложенных на Контрольно-счетную палату.                                   | Приказ Контрольно-счётной палаты Республики Башкортостан от 19 августа 2019 года № 100 «О наградах Контрольно-счётной палаты Республики Башкортостан и порядке представления к государственным наградам, почётным званиям Российской Федерации и Республики Башкортостан» |
|                     | Медаль «25 лет создания внешнего государственного финансового контроля в Республике Башкортостан» | 19 августа 2019 года  | Медаль «25 лет создания внешнего государственного финансового контроля в Республике Башкортостан» является ведомственной наградой Контрольно-счётной палаты Республики Башкортостан, и посвящена 25-летию деятельности института внешнего государственного финансового контроля в Республике Башкортостан. Медалью награждаются: - государственные гражданские служащие и работники Контрольно-счётной палаты Республики Башкортостан; - пенсионеры Контрольно-счётной палаты Республики Башкортостан; - пенсионеры Государственного контрольного комитета Республики Башкортостан; - граждане, оказывающие содействие в реализации полномочий, возложенных на Контрольно-счётную палату Республики Башкортостан. | Приказ Контрольно-счётной палаты Республики Башкортостан от 19 августа 2019 года № 100 «О наградах Контрольно-счётной палаты Республики Башкортостан и порядке представления к государственным наградам, почётным званиям Российской Федерации и Республики Башкортостан» |
|                     | Медаль «За заслуги перед здравоохранением Республики Башкортостан»                                | 5 февраля 2019 года   | Медаль «За заслуги перед здравоохранением Республики Башкортостан» является высшей ведомственной наградой Министерства здравоохранения Республики Башкортостан. Медалью награждаются лица, осуществляющие деятельность в сфере здравоохранения, в том числе научные, педагогические работники за выдающиеся фундаментальные и прикладные научные исследования в области медицины, за высокопрофессиональную деятельность в области здравоохранения, науки и подготовки медицинских кадров, имеющие стабильные показатели в работе, эффективно внедряющие современные медицинские технологии для сохранения и укрепления здоровья граждан, имеющие стаж работы в отрасли здравоохранения 10 и более лет, в том числе в организации, в штате которой состоит лицо, - не менее 5 лет. | Приказ Министерства здравоохранения Республики Башкортостан от 5 февраля 2019 года № 185-Д «О наградной политике Министерства здравоохранения Республики Башкортостан» |
|                     | Нагрудный знак «Отличник здравоохранения Республики Башкортостан»                                 | 22 июня 1999 года     | Нагрудный знак «Отличник здравоохранения Республики Башкортостан» является ведомственной наградой Министерства здравоохранения Республики Башкортостан. Нагрудным знаком награждаются работники здравоохранения Республики Башкортостан, имеющие стаж безупречной работы в отрасли здравоохранения не менее 10 лет, за большой личный вклад и высокий профессионализм. Награждённым нагрудным знаком выплачивается единовременное денежное вознаграждение. | Приказ Министерства здравоохранения Республики Башкортостан от 22 июня 1999 года № 374-Д «О нагрудном знаке „Отличник здравоохранения Республики Башкортостан“ Министерства здравоохранения Республики Башкортостан»                                                      |
|                     | Нагрудный знак «Отличник образования Республики Башкортостан»                                     | 25 октября 2017 года  | Нагрудным знаком «Отличник образования Республики Башкортостан» награждаются учителя, преподаватели, воспитатели и другие работники образовательных организаций, реализующих образовательные программы дошкольного, начального общего, основного общего, среднего общего образования, коррекционных школ (школ-интернатов) для обучающихся с ограниченными возможностями здоровья, организаций дополнительного образования, организаций для детей-сирот и детей, оставшихся без попечения родителей, специальных учебно-воспитательных общеобразовательных учреждений для обучающихся с девиантным поведением, межшкольных учебных комбинатов, общеобразовательных организаций для детей, нуждающихся в длительном лечении, работники профессиональных образовательных организаций, высшего образования и дополнительного профессионального образования, работники органов управления образованием, научно-исследовательских учреждений и организаций, научно-методических центров, работники образовательных организаций, подведомственных другим министерствам и ведомствам, а также работники предприятий, организаций, учреждений, министерств за большой вклад и значительные успехи в организации и совершенствовании образовательного процесса. | Приказ Министерства образования Республики Башкортостан от 25 октября 2017 года № 1225 «О ведомственных наградах Минобрнауки Республики Башкортостан» |
|                     | Нагрудный знак «За отличие в борьбе с преступностью»                                              | 2003 год              | Нагрудный знак «За отличие в борьбе с преступностью» является ведомственной наградой Министерства внутренних дел по Республике Башкортостан. Нагрудным знаком награждаются сотрудники и ветераны подразделений по борьбе с организованной преступностью Министерства внутренних дел по Республике Башкортостан за достигнутые успехи в оперативно-служебной деятельности. Нагрудным знаком также могут награждаться граждане Российской Федерации и иностранные граждане за оказание значительной помощи подразделениям Министерства внутренних дел по Республике Башкортостан, борющимся с организованной преступностью, в осуществлении возложенных на них задач. | О нагрудном знаке «За отличие в борьбе с преступностью» на сайте Министерства внутренних дел по Республике Башкортостан |

## Награды города Уфы
| Изображение награды                 | Наименование награды                                                           | Дата учреждения      | Правила награждения | Источник |
| Нагрудный знак Почётного гражданина | Звание «Почётный гражданин города Уфы»                                         | 25 февраля 1994 года | Звание «Почётный гражданин города Уфы» присваивается за особые заслуги в области развития города, науки, культуры, народного образования, здравоохранения, социальной защиты населения, сферы услуг, в других областях трудовой деятельности и высокое профессиональное мастерство, активное участие в общественной жизни города, пользующимся всеобщим уважением жителей города, прославившим город Уфу. Звание присваивается решением представительного органа государственной власти города по представлению мэра города Уфы. Гражданам, которым присвоено звание, в торжественной обстановке вручается диплом, знак на ленте и удостоверение. Граждане, которым присвоено звание, имеют право бесплатного проезда на городском транспорте (кроме такси), приобретать вне очереди билеты для проезда на железнодорожном, речном, автомобильном и воздушном транспорте в кассах города Уфы, для посещения городских зрелищных учреждений и спортивных сооружений. Портреты лиц, удостоенных вышеуказанного звания, помещаются в картинную галерею почётных граждан, расположенную в фойе мэрии. | Решение Уфимского городского Совета Республики Башкортостан от 25 февраля 1994 года № Б/Н «Об утверждении положения о звании „Почётный гражданин города Уфы“» ---                                  |
|                                     | Нагрудный знак «За заслуги перед городом Уфой»                                 | 21 февраля 2006 года | Нагрудный знак «За заслуги перед городом Уфой» является формой поощрения Совета городского округа город Уфа Республики Башкортостан. Он вручается вместе с Почётной грамотой городского округа город Уфа, гражданам и коллективам, за заслуги в социальном, экономическом, культурном развитии города, достижение высоких производственных показателей в труде, плодотворную общественно-политическую деятельность, успехи в области строительства, учёбе, науке, духовной жизни. Работники предприятий, организаций, учреждений иной формы собственности, представленные к награждению, поощряются денежной премией за счёт средств предприятия, которая вручается одновременно с Почётной грамотой и нагрудным знаком. | Решение (Положение) о формах поощрений Совета городского округа город Уфа Республики Башкортостан от 21 февраля 2006 года № 8/4                                                                    |
|                                     | Почётный знак «За большой вклад в социально-экономическое развитие города Уфы» | 31 мая 2016 года     | Почётный знак «За большой вклад в социально-экономическое развитие города Уфы» является поощрением за значительный вклад в социально-экономическое, научно-техническое и культурное развитие города Уфы, повышение эффективности деятельности органов местного самоуправления, осуществление мер по обеспечению законности, прав и свобод граждан, меценатскую и благотворительную деятельность. Почётным знаком награждаются коллективы предприятий, учреждений, организаций независимо от организационно-правовой формы. Решение о награждении Почётным знаком оформляется постановлением Президиума Совета городского округа город Уфа. Вручение Почётного знака проводится, как правило, в обстановке торжественности и гласности на специально организуемых с этой целью мероприятиях председателем Совета, или по его поручению заместителем председателя Совета, либо членами Президиума Совета. | Решение Совета городского округа город Уфа Республики Башкортостан от 31 мая 2016 года № 63/21 «О положении о почётном знаке "За большой вклад в социально-экономическое развитие города Уфы"» --- |